# Bầu cử liên bang Đức 2009
Bầu cử liên bang Đức 2009 là cuộc bầu cử vào 27 tháng 9 năm 2009 để chọn ra những thành viên của Bundestag, nghị viện liên bang của Đức. Các cuộc thăm dò kết quả cho thấy phần thắng thuộc về liên hiệp giữa Dân chủ Cơ đốc và Dân chủ Tự do của Thủ tướng Angela Merkel. Liên hiệp này cho biết họ sẽ thành lập một chính phủ trung hữu với Angela Merkel trong vai trò thủ tướng (Kanzler). Đối thủ chính của họ, Ngoại trưởng Frank-Walter Steinmeier cùng Đảng Dân chủ Xã hội Đức đã thừa nhận thất bại.